# Будзин
Бу́дзин (в минулому — Тупани) — село в Україні, у Івано-Франківському районі Івано-Франківської області. Входить до складу Олешанської сільської громади.
Розташоване на річці Будзин на правому березі Дністра в долині між двома великими скелями.

## Історія
Поселення Будзин І і Будзин ІІ пізнього палеоліту знаходяться на південній околиці села в урочищі Березина.
Перша письмова згадка відноситься до 1387 року, коли король Владислав II Ягайло подарував село Тупани коропецькому парохові. З 1854 р. село ввійшло до Тлумацького повіту. Пізніше село назвали Будзином. Перша згадка про Будзин відноситься до 1610 року.
У 1934—1939 роках село входило до об'єднаної сільської ґміни Олєша.
У 1939 році в Будзині мешкало 590 осіб, з них 465 українців-греко-католиків, 120 українців-римокатоликів та 5 євреїв.
До 2016 р. село входило до Будзинської сільської ради.

## Геологія
Нижче від села за течією Дністра на віддалі 200 м відслонюються континентальні відклади нижнього девону. Це глинисті і крупнозернисті алевроліти, дрібнозернисті пісковики й аргіліти брунатно-червоних, зеленкувато-сірих відтінків. Всі ці деформації гірських порід — результат тектонічних рухів і процесів, що відбувались у глибинах Землі під впливом явищ, які бушують у мантії.
Скалам, між якими розміщене село місцеве населення дало назву Стіна і Обіч. Зі скали Стіна витікає дуже прохолодна, чиста, цілюща джерельна вода.
Поряд річка утворила невеликий острівець з оригінальною рослинністю, де можна гарно відпочити.

## Сучасність
Тут збереглися сліди криївки вояків УПА.

## Релігія
Церква Св. Дмитра, збудована у 1869 році. Нею користується громада ПЦУ.

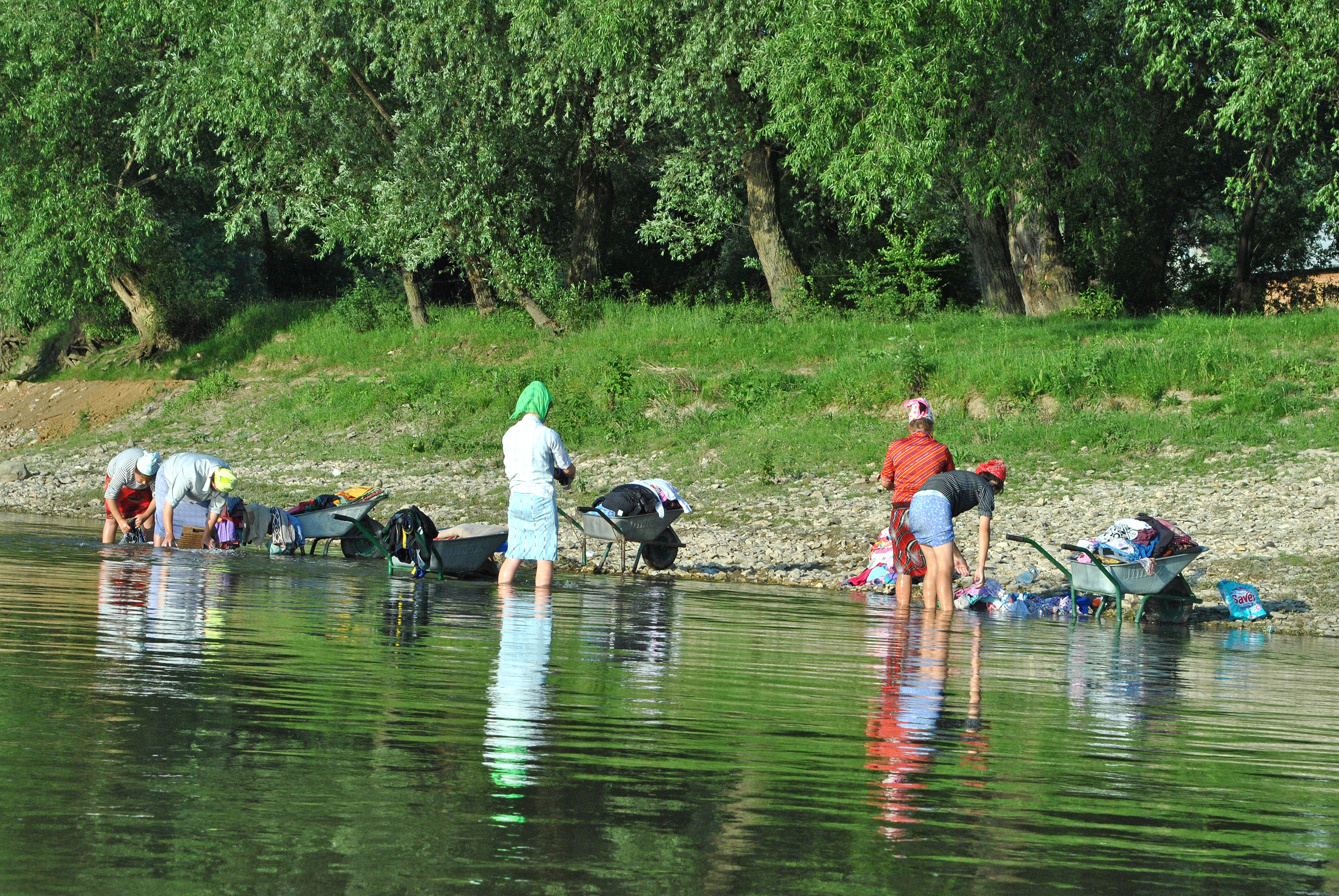
Жінки-аміші перуть одяг у Дністрі

У селі проживають аміші — меннонітська течія анабаптистичного походження.[джерело?]

## Відомі люди
У селі відпочивав український письменник Василь Стефаник, а також українська художниця Ольга Плешкан.